# Porto de Belém
O Porto de Belém é um porto brasileiro construído em 1909, localizado no bairro do Reduto na cidade de Belém (estado do Pará), à margem direita da baía de Guajará, em frente à Ilha das Onças, distando cerca de 120 km do oceano Atlântico. Foi projetado em 1897 e inaugurado o primeiro trecho em 1909, sendo administrado pela Companhia Docas do Pará. Caracterizado pela exportação de castanha, madeira, borracha, bauxita e minério de ferro.
Em 2011, 134 navios operaram no Porto de Belém, sendo que 53% deles eram conteneiros com comprimento médio de 170 m e com calado de 7 m. Os navios de passageiros representaram 10% do total. Com comprimento médio de 120m e calado médio de 5m, desembarcaram 500 turistas por viagem. Os demais eram cargueiros (19%) e graneleiros (18%). O porto exportou 919 milhões de dólares e importou 206 milhões.

## Histórico
Nos séculos anteriores à construção do Porto de Belém, a cidade explorava a navegação marítima por meio de portos naturais e de cais. No século XVIII já era crescente a demanda pela construção de um porto, diante das atividades comerciais da cidade. Em 1848, foi concluída a construção de um cais e nas próximas décadas houve um aperfeiçoamento da exploração marítima. Em 1840, foram registradas 78 embarcações na área portuária, com 11.252 cargas; em 1880, este número saltou para 292 embarcações e 258.115 cargas. Em 1897, o engenheiro Domingos Sérgio de Sabóia e Silva apresentou um projeto para um porto. O engenheiro propôs que o porto deveria ser prolongado além do cais existente, até 4.300 metros, bem como que as docas do Ver-o-Peso, Reduto e Souza Franco fossem aterradas, por conta das condições insalubres. O governo federal aceitou a proposta, com modificações, e leis sancionadas entre 1903 e 1905 previram recursos e autorização para a construção. Em 1906, o presidente Afonso Penna assinou o Decreto nº 6.283, concedendo ao empresário norte-americano Percival Farquhar a exploração do porto, por meio de sua empresa Port of Pará, vencedora da concorrência pública.
| Movimentação de cargas |           |
| Ano                    | Toneladas |
| 1911                   | 500.066   |
| 1920                   | 346.384   |
| 1930                   | 482.897   |
| 1940                   | 509.368   |
| 1950                   | 621.303   |
| 1960                   | 887.799   |
| 1967                   | 867.348   |
| 2003                   | 964.188   |

As cláusulas contratuais obrigavam Farquhar a efetivar a construção do porto em dois trechos: a jusante do Forte do Castelo até a ponta do Mosqueiro, na baía do Marajó; e a segunda, dali até a desembocadura do Rio Oriboca com o Rio Guamá. O projeto da organização portuário foi redigido pela empresa S. Pearson & Sons, a qual fora responsável pela construção dos portos de Liverpool e de Londres. A dragagem do ancoradouro começou em 16 de novembro de 1907. As obras indispensáveis foram realizadas, como o cais acostado longo e profundo, além da construção de depósitos de carvão e explosivos, iluminação e linhas férreas. No entanto, a doca do Ver-o-Peso não foi aterrada por conta das manifestações populares e pela importância para o comércio local. Além disso, a profundidade do canal não foi aumentada.
Durante os trabalhos de construção, a maioria da mão-de-obra não qualificada era formada por cidadãos locais; a especializada tinha origem em Londres, Paris e Nova Iorque, incluindo os engenheiros Antonio Lavandeyra, H.C. Ripley e L. Corthell. Em 2 de outubro de 1909, foi inaugurado o primeiro trecho do Porto de Belém, com 120 metros, englobando um armazém e o canal dragado, e dando início à a exploração comercial pela companhia. Nos anos seguintes, as demais partes da obra foram entregues e, em 1913 , o porto atingiu 1.860 metros. Houve a implementação de onze guindastes elétricos, a iluminação elétrica (com 2.200 lâmpadas) e a entrega de 6,5 quilômetros de vias férreas.
A empresa Port of Pará enfrentou dificuldades financeiras e sofreu intervenção de uma comissão em 1915, no contexto de uma disputa judicial nos Estados Unidos. O fim do ciclo da borracha fez com que o Porto de Belém não utilizasse a carga total estimada, ficando durante muito tempo subutilizado. Após colocar seus títulos em bolsas de valores, Farquhar, que outrora controlava o sistema de transportes da Amazônia e do centro-sul do Brasil, foi à falência. Em 1921, a Port of Pará suspendeu o pagamento das garantias e o governo federal não conseguiu mais socorrê-la de modo eficaz.
Em 1940, a União assumiu a direção do porto por meio do Decreto-Lei nº 2.142. Foram criadas duas administrações autônomas: o Serviço de Navegação da Amazônia (SNAPP) e a Administração do Porto do Pará. A SNAPP foi extinta em 1967, dando lugar à Empresa de Navegação da Amazônia S.A. (Enasa) e à Companhia Docas do Pará (CDP), ambas de economia mista. Nas décadas seguintes, a crescente demanda exigiu a construção de terminais, que se complementam com o Porto de Belém. O Terminal de Inflamáveis de Miramar foi o primeiro, sendo praticamente uma extensão do porto e servindo principalmente para o trânsito de óleo combustível. Em 1985, foi inaugurado o Terminal de Vila do Conde, no município de Barbacena. Desde 1970, há predomínio da carga geral conteinerizada e granel sólido.

## Características e estrutura
O Porto de Belém localiza-se na margem direita baía de Guajará. É um porto abrigado, estando praticamente isento de ventos fortes. Está a uma distância de 120 km do Oceano Atlântico. O Complexo Portuário de Belém abrange os terminais de Outeiro, Predileta, Agropalma, Miramar, Porto Seco ADP, Ocrim e de Contêineres. Há 1.889 metros de cais acostável, embora 420 metros foram destinados ao Programa de Revitalização de Áreas Portuárias, reduzindo o tamanho do cais acostável para 1.469 metros. A profundidade varia de cinco a dez metros. Possui doze armazéns, sendo oito de primeira linha e quatro de segunda linha, com dimensões que variam de 100m x 20m a 120m x 20m.
Nos termos da Portaria nº 510, de 5 de julho de 2019, editada pelo Ministério da Infraestrutura, a "área do porto organizado compreende as instalações portuárias e a infraestrutura de proteção e de acesso ao porto, bem público construído e aparelhado para atender às necessidades de navegação, de movimentação de passageiros ou de movimentação e armazenagem de mercadorias, e cujos tráfego e operações portuárias estejam sob jurisdição da autoridade portuária."

### Movimentação de passageiros
Em 2011, houve 239.835 embarques e 232.654 desembarques de passageiros. No mesmo ano foram registradas catorze escalas de navios de cruzeiros.

### Movimentação de cargas
Em 2011, o Complexo Portuário de Belém movimentou 3.223.323 toneladas de carga, das quais 2.170.859 toneladas de granéis líquidos, 674.302 toneladas de granéis sólidos e 378.162 toneladas de carga geral. Dentre os granéis líquidos, 1.775.645 toneladas eram combustíveis. Naquele ano, estimava-se que a demanda crescesse 5,3% por ano até 2030.

## Gestão portuária
O Porto de Belém é administrado pela Companhia Docas do Pará (CDP), uma sociedade de economia mista vinculada ao Governo Federal. Como autoridade portuária, possui jurisdição sobre o porto, exercendo-a em nome do estado do Pará e da União os direitos de propriedade sobre as áreas do porto e vizinhas a ele pertencentes. Além do Porto de Belém, a Companhia Docas do Pará administra a explora os portos de Vila do Conde, Altamira, Itaituba, Óbidos, São Francisco e Marabá.
Os principais órgãos de gestão da Companhia Docas do Pará são a Assembleia Geral dos Acionistas, o Conselho de Administração, a Diretoria Executiva e a Presidência. O Conselho de Administração é formado por sete membros, escolhidos pela Assembleia Geral, para mandatos de três anos, com a possibilidade de reeleição. O presidente da CDP dirige, coordena e controla as atividades da companhia.
Em 2011, as despesas da Companhia Docas do Pará com o Porto de Belém representava a maior de seu orçamento. A maior parte era destinada às despesas operacionais, totalizando R$ 7,824 milhões. As despesas administrativas representavam R$ 1,036 milhão.

## Atividades culturais

### Estação das Docas

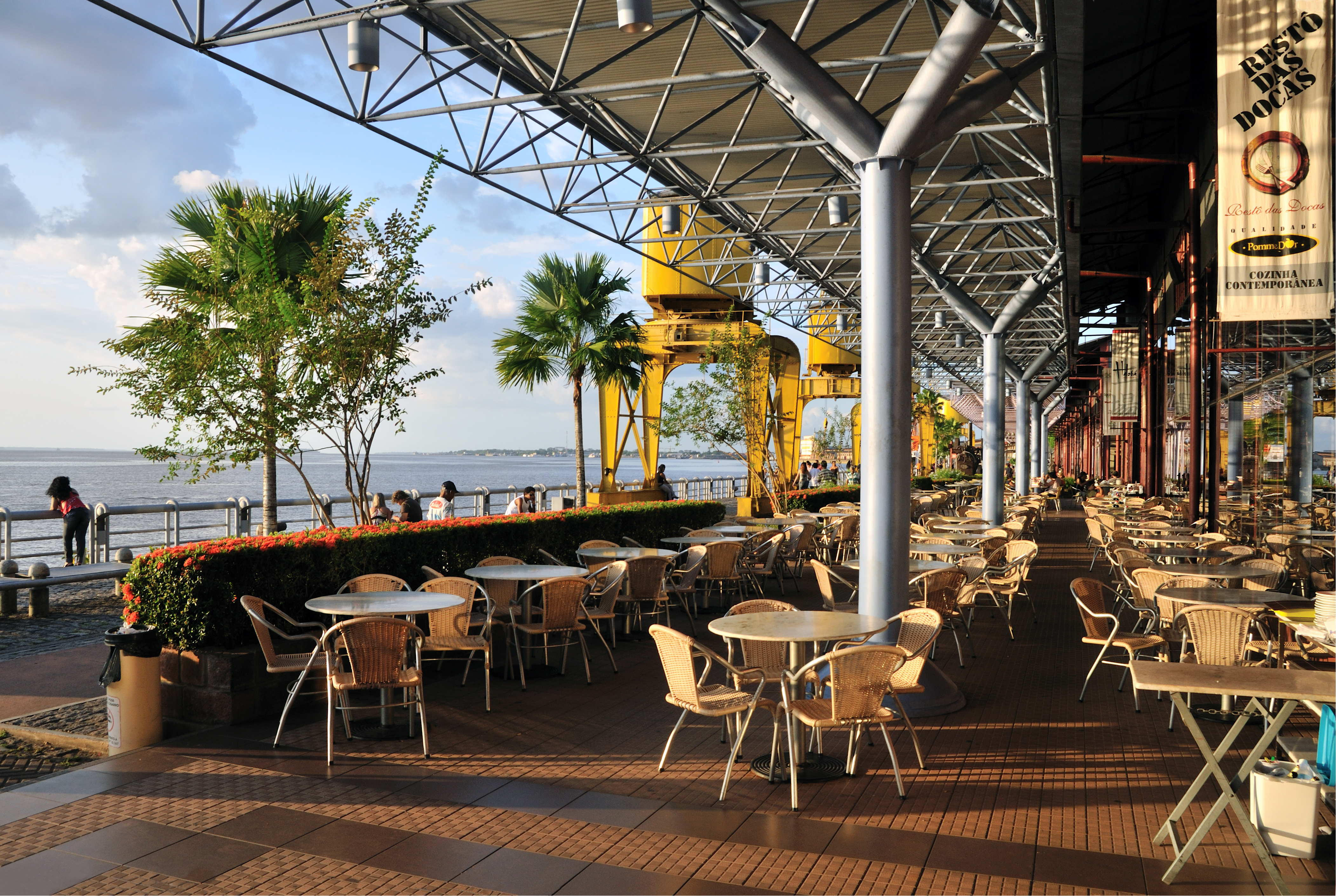
Estação das Docas

A Estação das Docas é um complexo turístico da cidade de Belém. Anteriormente parte do Porto de Belém, foi inaugurado como complexo turístico em 13 de maio de 2000, ocupando uma área que anteriormente apresentava altos índices de criminalidade e prostituição, transformando-a em um ponto de lazer. O complexo turístico e cultural congrega diversos ambientes, entre gastronomia, cultura, moda e eventos. São 32 mil metros quadrados divididos em três armazéns e um terminal de passageiros, uma janela para Baía do Guajará e a ilha das onças. Nos primeiros meses de sua inauguração, atraiu a visita de cerca de três milhões de pessoas, gerando seiscentos empregos diretos e sendo palco de 29 shows, dos quais cinco internacionais. As feiras e exposições tiveram a presença de mais de trezentas mil pessoas.

### Museu do Porto de Belém
Em 1985, foi inaugurado o Museu do Porto de Belém, em um pequeno prédio construído em uma área contígua ao porto, dentro da Estação das Docas, acessível através do Boulevard Castilhos França. A ideia para a construção de um museu partiu de Raul da Silva Moreira, diretor-presidente do porto. Seu acervo é composto de peças encontradas no decorrer da restauração do espaço por meio das escavações, entre outros, além de fotografias que contam a sua origem.